# Kurejka
La Kurejka (in russo  Курейка?) è un fiume della Russia siberiana orientale (Kraj di Krasnojarsk), affluente di destra dello Enisej.
Nasce dall'Altopiano Putorana, sezione nord-occidentale dell'Altopiano della Siberia Centrale; si dirige dapprima verso sud, piegando poi verso nord-ovest e successivamente assumendo una direzione sud-occidentale, drenando il versante meridionale dell'Altopiano Putorana. Attraversa il lago Djupkun e sfocia da destra nello Enisej a 863 km dalla foce. Tra i suoi maggiori affluenti la Bel'dunčana proveniente dalla destra idrografica, la Gongda (lungo 128 km), lo Jadun (93 km) e l'Ėndė (172 km) dalla sinistra. Sette chilometri a monte della confluenza del suo affluente destro, lo Jaktali, si trovano le grandi cascate della Kurejka (Большой Курейский водопад).
Il fiume attraversa una zona assolutamente remota, tanto che nel suo tragitto non incontra centri urbani di rilievo; è gelato, in media, da metà ottobre a fine maggio. Nei restanti mesi è navigabile per quasi 200 km a monte della foce.